# لطيف آباد (مقاطعة دورود)
لطيف‌آباد (بالفارسية: لطیف‌آباد) هي قرية تقع في قسم جان الريفي (مقاطعة دورود) في إيران. يقدر عدد سكانها بـ 70 نسمة بحسب إحصاء 2016.